# Louise O’Neillová
Louise O’Neillová (* 1985 Cork, West Cork) je irská spisovatelka, která se věnuje především literatuře pro náctileté (tzv. young adults).

## Kariéra
Louise O’Neillová studovala anglický jazyk na Trinity College v Dublinu. Po promocích se v roce 2010 přestěhovala do New Yorku a strávila rok jako asistentka stylistky Kate Lanphear pro časopis Elle. Po návratu zpět do Irska v roce 2011 začala psát svůj první román Only Ever Yours, který byl publikován v roce 2014. Toto dílo bylo oceněno několik cenami – například Sunday Independent Newcomer nebo The Bookseller’s inaugural YA Book Prize 2015. Čaopis The Guardian ji označil jako nejlepší spisovatelku Young Adult literatury současnosti.[zdroj⁠?!]
Její druhá kniha Říkala si o to (Bookmedia, 2019) byla v Irsku bestsellerem a získala mnoho cen. Louise prodala filmová a televizní práva k titulu Only Ever Yours a také televizní práva k titulu Říkala si o to. Podle této knihy vznikla také divadelní hra.
Pracuje jako novinářka na volné noze pro několik časopisů a novin. Zabývá se především tématy feminismu, módy a popkultury.

## Dílo
- Only Ever Yours (2014)
- Říkala si o to (2019, Bookmedia)
- Almost Love (2018)
- The Surface Breaks  (2018)

## Audioknihy
- Říkala si o to (2019, Audiotéka)